# ارتباط کلامی
 ارتباط کلامی یا ارتباط شفاهی ، روشی از ارتباط است که از واژه‌ها (گفتار) استفاده می‌کند. این ارتباط لزوماً نیازمند صدای انسان نیست؛ برای نمونه، کاربرد ماکاتون یا زبان اشاره نیز گونه‌هایی از ارتباط کلامی به‌شمار می‌روند. زبان گفتاری یک شکل از ارتباط شفاهی است؛ ارتباط کلامی بی‌شک گونه‌ای از زبان است، اما کاملاً همسنگ یا محدود به زبان نیست.

## جنبه‌های کمی و کیفی
بر پایه یک پژوهش  در سال ۲۰۱۹، مستقل از نوع زبان، هر گوینده به طور متوسط تقریباً مقدار یکسانی اطلاعات را منتقل می‌کند. به طور دقیق‌تر، برخی زبان‌ها واژه‌ها یا هجاهای بسیاری دارند یا ممکن است شتاب گفتار در آن‌ها زیاد به‌نظر برسد،؛ با این حال، در همه زبان‌ها تقریباً همان نرخ اطلاعاتی متوسط و مشابه به دیگر زبان‌ها را انتقال می‌دهند که حدود ۳۹ بیت در ثانیه، یا معادل دو برابر سرعت کد مورس است. این موضوع می‌تواند از این واقعیت ناشی شود که مغز ما شاید توان پردازش اطلاعاتی بیش از این را نداشته باشد. لحن و دیگر جنبه‌های ارتباط غیرکلامی نیز لایه دیگری از اطلاعات را می‌افزایند. 

## مقالات مرتبط
- ارتباط غیرکلامی
- سخنرانی
- علوم ارتباطات اجتماعی